# 約西皮夫卡 (魯任區)
49°43′11″N 29°0′23″E / 49.71972°N 29.00639°E
約西皮夫卡（烏克蘭語：Йосипівка），是烏克蘭北部的村莊，隸屬日托米爾州的別爾季切夫區。該村始建於1601年，面積0.63平方公里，海拔高度287米，2001年人口157，人口密度每平方公里250.4人。